# 国東警察署
国東警察署（くにさきけいさつしょ）は、大分県警察が管轄する警察署の一つである。

## 交番・駐在所
- 大分空港警備派出所 - 国東市武蔵町糸原360
- 富来警察官駐在所 - 国東市国東町富来浦740-1
- 武蔵警察官駐在所 - 国東市武蔵町古市111-3
- 掛樋警察官駐在所 - 国東市安岐町掛樋915-10
- 安岐警察官駐在所 - 国東市安岐町下原2449-2
- 西安岐警察官駐在所 - 国東市安岐町瀬戸田855
- 熊毛警察官駐在所 - 国東市国見町小熊毛65-3
- 伊美警察官駐在所 - 国東市国見町伊美2319-1
- 竹田津警察官駐在所 - 国東市国見町竹田津5119-29
- 姫島警察官駐在所 - 東国東郡姫島村古浜1629-2

## アクセス
- 大分交通・国東観光バス 国東警察署前停留所にて下車